# Proteïnesubeenheid

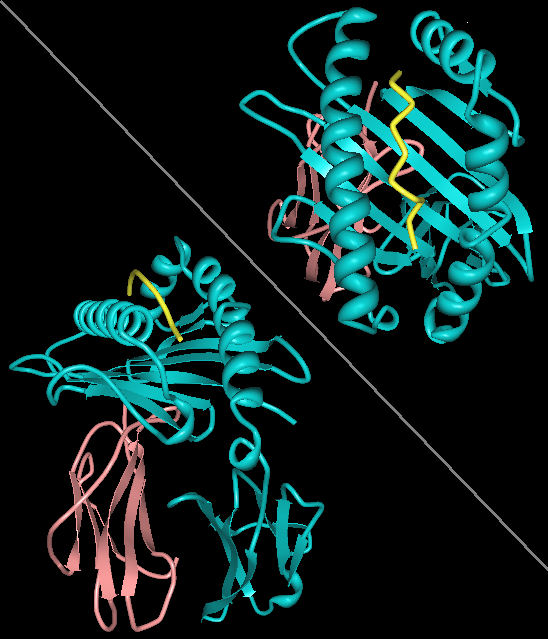
Rendering van het quaternaire, heteromeer HLA-A11 dat de α (A*1101 genproduct) en β (Beta-2 microglobine) subeenheden laat zien. De receptor heeft een gebonden peptide van heterologe herkomst dat ook aan de werking bijdraagt.

Een proteïnesubeenheid, eiwitsubeenheid of kortweg subeenheid (Engels: subunit) is in de structuurbiologie één eiwitmolecuul dat samen met andere eiwitmoleculen een eiwitcomplex vormt.
Een subeenheid bestaat uit één polypeptideketen. Daar een polypeptideketen door één gen gecodeerd wordt moet er voor het maken van een eiwit voor elke unieke subeenheid een gen bestaan.
Sommige natuurlijke eiwitten zijn relatief gezien opgebouwd uit een klein aantal subeenheden en worden daarom oligomerisch genoemd, zoals het heteromere hemoglobine, dat uit twee α- en twee β-subeenheden is opgebouwd en DNA-polymerase. Andere eiwitten bestaan uit een zeer groot aantal subeenheden en worden daarom multimerisch genoemd, zoals microtubuli en het cytoskelet.
De subeenheden van een multimerisch eiwit kunnen hetzelfde zijn, homoloog of totaal verschillend met verschillende werking, heteromeer. Bij sommige eiwitten kan de ene subeenheid een regulerende subeenheid en een andere een katalytische subeenheid zijn. Een enzym dat bestaat uit een regulerende subeenheid en een katalytische subeenheid worden vaak een holo-enzym genoemd.

## Naamgeving
Een subeenheid wordt vaak genoemd met een Griekse of Romeinse letter en het aantal van het type subeenheden aangegeven met een subscript. Zo heeft ATPase een type subeenheid, genaamd  α. In het ATP-synthase molecuul zitten er drie en daarom aangegeven met α3. Grotere groepen eenheden worden aangegeven met bijvoorbeeld α3β3-hexameer.